# Kabul
Kabúl (perzijsko in paštunsko کابل) je glavno in največje mesto Afganistana. Mesto je administrativno razdeljeno na 22 občinskih okrajev. Leta 2023 je bilo prebivalstvo ocenjeno na 4,95 milijona ljudi. V sodobnem času je Kabul služil kot politično, kulturno in gospodarsko središče Afganistana. Zaradi hitre urbanizacije je postal primarno mesto v državi in 75. največje mesto na svetu.
Sodobno mesto Kabul leži visoko v ozki dolini v gorovju Hindukuš in je omejeno z reko Kabul. Z nadmorsko višino 1790 metrov je eno najvišjih glavnih mest na svetu. V središču mesta so njegove stare soseske, vključno z območji Khašti, Khabgah, Kahforoši, Deh-Afghanan, Ghaderkuni, Čandavel, Šorbazar, Saraji in Baghe Alimardan.
Kabul naj bi bil star več kot 3500 let, omenjen pa je bil v času Ahemenidskega cesarstva. Je na križišču v Aziji – približno na pol poti med Carigradom v Turčiji na zahodu in Hanojem v Vietnamu na vzhodu – mesto je na strateški lokaciji ob trgovskih poteh Srednje in Južne Azije. Bil je ključna destinacija na starodavni svilni poti in je tradicionalno veljal za stičišče med Tatarijo, Indijo in Perzijo. Skozi stoletja je bil Kabul pod vladavino različnih dinastij in imperijev, vključno s Selevkidi, baktrijskimi Grki, Maurijci, Kušani, hindujskimi šahi, zahodnimi Turki, turškimi šahi, Samanidi, Horezmijci, Timuridi, Mongoli in Arman Rajamajhis.
V 16. stoletju je Mogulsko cesarstvo uporabljalo Kabul kot poletno prestolnico, v tem času pa je uspeval in povečal svoj pomen. Po invaziji Nader Šaha na Indijo je za kratek čas prišla pod nadzor Afšaridov, dokler leta 1747 končno ni prišla pod lokalno oblast Afganistanskega imperija. Kabul je postal glavno mesto Afganistana leta 1776 med vladavino Timur Šah Durranija (sin Ahmad Šaha Durrani). V 19. stoletju so mesto zasedli Britanci: po vzpostavitvi zunanjih odnosov in dogovorov so se umaknili iz Afganistana in se vrnili v Britansko Indijo.
Kabul je znan po zgodovinskih vrtovih, bazarjih in palačah, kot so Baburjevi vrtovi, palača Darul Aman in Arg. V drugi polovici 20. stoletja je mesto postalo postaja na hipijevski poti, ki so jo podali številni Evropejci in pridobilo vzdevek Pariz Srednje Azije. To obdobje miru se je končalo leta 1978 z revolucijo Saur in poznejšim sovjetskim vojaškim posegom leta 1979, ki je sprožil 10-letno sovjetsko-afganistansko vojno. 1990-ta so zaznamovale državljanske vojne med odcepljenimi frakcijami razpuščenih afganistanskih mudžahidov, ki so uničile velik del mesta. Leta 1996 so Kabul po štirih letih vmesnih spopadov zavzeli talibani. Mesto je pod talibansko oblastjo pripadlo Združenim državam po ameriški invaziji na Afganistan, ki je sledila napadom 11. septembra v ZDA leta 2001. Leta 2021 so Kabul ponovno zasedli talibani po umiku ameriških in Natovih  vojaških sil iz Afganistana.

## Toponimija in etimologija
Kabul se piše tudi kot Cabool, Cabol, Kabol ali Cabul.
Kabul je bil v svoji zgodovini znan pod različnimi imeni. Njegov pomen ni znan, vendar »gotovo datira pred prihodom islama, ko je bil pomembno središče na poti med Indijo in helenskim svetom«. V sanskrtu je bil znan kot Kubha, medtem ko so ga grški avtorji klasične antike omenjali kot Kophen, Kophes ali Koa. Kitajski popotnik Šuanzang (fl. 7. stol. n. št.) je mesto zapisal kot Koafu (高附). Ime Kabul je bilo najprej uporabljeno za reko Kabul, preden je bilo uporabljeno za območje, ki leži med Hindukušem in Sindom (današnji Pakistan). To območje je bilo znano tudi kot Kabulistan. Alexander Cunningham (umrl 1893) je v 19. stoletju opazil, da je Kaofu, kot so zapisali Kitajci, po vsej verjetnosti ime »enega od petih plemen Juči ali Tukhari«. Cunningam je dodal, da je to pleme dalo ime mestu, potem ko so ga zasedli v 2. stoletju pred našim štetjem. Ta »domneva se zdi verjetna«, saj je afganistanski zgodovinar Mir Ghulam Mohamed Ghobar (1898–1978) zapisal, da je bil Kabul v Avesti (sveti knjigi zaratustrstva) znan kot Vaekereta, medtem ko so ga antični Grki označevali kot Ortospana ('Visoki kraj'), kar ustreza sanskrtski besedi Urddhastana, ki je bila uporabljena za Kabul. Grški geograf Ptolemaj (umrl ok. 170 n. št.) je Kabul zapisal kot Καβουρα (Kabura).
Po legendi naj bi bilo v Kabulu jezero, sredi katerega naj bi bil tako imenovani 'Otok sreče', kjer je živela vesela družina glasbenikov. Po tej isti legendi je otok postal dostopen po ukazu kralja z izgradnjo mostu (tj. pul v perzijščini), narejenega iz slame (tj. kah v perzijščini). Po tej legendi je ime Kabul torej nastalo kot rezultat kombinacije teh dveh besed, tj. kah + pul. Concise Oxford Dictionary of World Place Names trdi, da je »namig, da je ime izpeljano iz arabskega korena qbl 'sestanek' ali 'sprejemanje', malo verjeten«.
Ni znano, kdaj je bilo mesto prvič uporabljeno ime Kabul. Prišlo je v ospredje po uničenju Kapise in drugih mest v današnjem Afganistanu s strani Džingiskana (okoli 1162–1227) v 13. stoletju. Osrednja vloga mesta v regiji in njegov kulturni pomen kot povezava etničnih skupin v regiji sta povzročila, da je Kabul v poznem 20. stoletju postal znan kot Pariz Srednje Azije.

## Zgodovina

### Antika
Izvor Kabula, kdo ga je zgradil in kdaj, je večinoma neznan. Hindujska Rigveda, sestavljena med letoma 2000 in 1500 pred našim štetjem in eno od štirih kanoničnih besedil hinduizma in Avesta, primarni kanon besedil zaratustrstva, se nanašata na reko Kabul in naselje, imenovano Kubha.
Kabulska dolina je bila del Medijskega cesarstva (okoli 678–549 pr. n. št.). Leta 549 pr. n. št. je Medijsko cesarstvo priključil Kir II. in Kabul je okoli 550–330 pr. n. št. postal del Ahemenidskega cesarstva. V tem obdobju je Kabul postal središče učenja Zaratustrstva, ki sta mu sledila budizem in hinduizem. Napis na nagrobniku Dareja I. navaja Kabul kot eno od 29 držav Ahemenidskega cesarstva.
Ko je Aleksander Veliki priključil Ahemenidsko cesarstvo, je regija Kabul prišla pod njegov nadzor. Po njegovi smrti je njegovo cesarstvo zasegel njegov general Selevk in postal del Selevkidskega cesarstva. Leta 305 pr. n. št. se je Selevkidsko cesarstvo razširilo na reko Ind, kar je povzročilo trenja s sosednjim Maurijskim cesarstvom.
V maurijskem obdobju je cvetela trgovina zaradi enotnih uteži in mer. Razvili so namakalne naprave za javno rabo, kar je privedlo do povečanja pridelkov. Ljudje so bili zaposleni tudi kot obrtniki, draguljarji in mizarji.
Grško-baktrijsko kraljestvo je prevzelo nadzor nad Kabulom od Maurijcev v začetku 2. stoletja pr. n. št., nato pa so mesto izgubili v korist svojih naslednikov v Indo-grškem kraljestvu okoli sredine 2. stoletja pr. n. št. Ti vladarji so zelo podpirali budizem in večina ljudi v mestu je bila pripadnikov te vere. Indo-Skiti so izgnali Indo-Grke do sredine 1. stoletja pr. n. št., vendar so približno 100 let kasneje mesto izgubili v korist Kušanskega cesarstva.
V nekaterih klasičnih grških spisih je omenjen kot Kophes ali Kophene. Kitajski budistični menih Hsuan Tsang omenja mesto kot Kaofu v 7. stoletju našega štetja. Osvojil ga je kušanski cesar Kujula Kadphises okoli leta 45. našega štetja in je ostal kušansko ozemlje vsaj do 3. stoletja našega štetja. Kušani so bili indoevropsko govoreča ljudstva, povezana z Jueži in s sedežem v Baktriji.
Okoli leta 230 našega štetja je Sasanidsko cesarstvo premagalo Kušane in jih nadomestilo s sasanidskimi vazali, znani kot Indo-Sasanidi. V sasanidskem obdobju se je mesto v pahlavijskih pisavah imenovalo Kapul. Kapol v perzijskem jeziku pomeni 'Kraljevi' (ka) most (pol), ki je posledica glavnega mostu na reki Kabul, ki je povezoval vzhodni in zahodni del mesta. Leta 420 našega štetja je Indo-Sassanide iz Afganistana pregnalo pleme Šionit, znano kot Kidariti, ki so jih nato v 460. letih nadomestili Heftaliti. Postalo je del preživelega turškega kraljestva Šahi Kapisa, znanega tudi kot Kabul-Šahan. Po Al-Birunijevem Táríkhu-l Hindu so Kabulu vladali knezi turškega rodu. Med letoma 801 in 815 ga je kratek čas držal Tibetanski imperij.

## Islamizacija in mongolska invazija
Islamsko osvajanje je doseglo današnji Afganistan leta 642 n. št., v času, ko je bil Kabul neodvisen. Do takrat je Kabul politično in kulturno veljal za del indijskega sveta. Za islamizacijo regije je bilo izvedenih več neuspešnih ekspedicij. V enem od njih je Abdur Rahman bin Samara prispel v Kabul iz Zaranja v poznih 600. letih in spreobrnil 12.000 prebivalcev v islam, preden je zapustil mesto. Muslimani so bili manjšina, dokler Jakub bin Laith as-Saffar iz Zaranja leta 870 ni osvojil Kabula od Hindujskih šahijev in ustanovil prvo islamsko dinastijo v regiji. Poročali so, da so bili vladarji Kabula muslimani, v bližini pa so živeli nemuslimani. Iranski popotnik in geograf Istakhri ga je leta 921 opisal:
Kábul ima grad, ki slovi po svoji moči in je dostopen samo po eni cesti. V njem so Musulmáns in ima mesto, v katerem so neverniki iz Hindustana.
V naslednjih stoletjih so mesto zaporedoma nadzorovali Samanidi, Gaznavidi, Guridi, Horezmšani, Karlughidi in Khaldžidži. V 13. stoletju so vdori Mongolov povzročili veliko uničenje v regiji. Poročilo o pokolu v bližini Bamijana je zabeleženo okoli tega obdobja, kjer so mongolske čete uničile celotno prebivalstvo doline kot maščevanje za smrt Džingiskanovega vnuka. Posledično so številni domačini iz Afganistana pobegnili na jug proti Indijski podcelini, kjer so nekateri ustanovili dinastije v Delhiju. Čagatajski kanat in Kartidi so bili vazali Ilkanata do razpada slednjega leta 1335.
Po obdobju dinastije Khaldži leta 1333 je slavni maroški učenjak Ibn Battuta obiskal Kabul in zapisal:
Potovali smo naprej v Kabul, nekoč ogromno mesto, na mestu katerega je zdaj vas, v kateri živi pleme Perzijcev, imenovanih Afganistanci. Držijo gore in defile in imajo precejšnjo moč ter so večinoma cestni razbojniki. Njihova glavna gora se imenuje Kuh Sulayman.

### Timuridsko in mogulsko obdobje
V 14. stoletju je Kabul postal glavno trgovsko središče pod kraljestvom Timurja (Timur Lenk). Leta 1504 je mesto padlo v roke Baburja s severa in postalo njegov sedež, ki je postalo eno glavnih mest njegovega poznejšega Mogulskega cesarstva. Leta 1525 je Babur v svojih spominih opisal Kabulistan tako, da je zapisal:
V državi Kābul je veliko različnih plemen; v njegovih dolinah in planjavah so Turki in pripadniki klanov in Arabci; in v njegovem mestu in v mnogih vaseh, Sārc; v okrožjih in tudi v vaseh so plemena Pašāi, Parādžī, Tādžik, Bīrkī in Afghān. V zahodnih gorah živita plemeni Hazāra in Nikdīrī, od katerih nekateri govorijo jezik Mughulī. V severovzhodnih gorah so kraji Kāfirjev, kot sta Kitūr in Gibrik. Na jugu so kraji afganistanskih plemen.
Mirza Muhamed Haidar Dughlat, pesnik iz Hindustana, ki je takrat obiskal mesto, je zapisal: »Jejte in pijte v Kabulu: je gora, puščava, mesto, reka in vse ostalo.« Od tod je Babur leta 1526 začel osvajati Hindustan, ki mu je vladala afganistanska dinastija Lodi in se je začel vzhodno od reke Ind v današnjem Pakistanu. Babur je imel Kabul rad zaradi dejstva, da je v njem živel 20 let in so mu bili ljudje zvesti, vključno z vremenom, ki ga je bil vajen. Njegova želja, da bi bil pokopan v Kabulu, je bila končno uslišana. Napis na njegovi grobnici vsebuje znameniti perzijski distih, ki pravi:
اگرفردوس روی زمین است همین است و همین است و همین است
transkripcija:
Agar fardus rui zamayn ast', hameen ast', o hameen ast', o hameen ast'.
(Če obstaja raj na zemlji, je to ta, in je ta, in je ta!)
Kabul je ostal pod mogulsko oblastjo naslednjih 200 let. Čeprav se je mogulska moč osredotočila na Indijsko podcelino, je Kabul ohranil pomen kot obmejno mesto cesarstva; Abul Fazl, kronist cesarja Akbarja, ga je opisal kot ena od dveh vrat v Hindustan (druga so bila Kandahar). Kot del upravnih reform pod Akbarjem je mesto postalo glavno mesto istoimenske province Mughal, Kabul Subah. Pod mogulsko vladavino je Kabul postal uspešno urbano središče, obdarjeno z bazarji, kot je neobstoječ Čar Čatta. Prvič v svoji zgodovini je Kabul služil kot kovnica, ki je vse do vladavine Alamgirja II. izdelovala zlate in srebrne mogulske kovance. Deloval je kot vojaško oporišče za akcije šaha Džahana v Balhu in Badakšanu. Kabul je bil tudi rekreacijsko zatočišče za Mogule, ki so tu lovili in zgradili več vrtov. Večina mogulskih arhitekturnih prispevkov mestu (kot so vrtovi, utrdbe in mošeje) ni ohranjena. V tem času je bilo okoli 60.000 prebivalcev.
Pod poznejšimi mogulskimi cesarji je Kabul postal zanemarjen. Leta 1738 je mesto zavzel Nader Šah, ki je bil na poti, da napade Indijsko podcelino.

### Dinastiji Durrani in Barakzai
Devet let po tem, ko so Nader Šah in njegove sile vdrle in zasedle mesto kot del najbolj vzhodnih delov njegovega imperija, so ga umorili njegovi častniki, kar je povzročilo njegov hiter razpad. Ahmad Šah Durrani, poveljnik 4000 Abdali Afganistancev, je leta 1747 uveljavil paštunsko vladavino in nadalje razširil svoj novi afganistanski imperij. Njegov vzpon na oblast je pomenil začetek Afganistana. Do takrat je Kabul izgubil status metropolitanskega mesta, njegovo prebivalstvo pa se je zmanjšalo na 10.000. Zanimanje za mesto se je obnovilo, ko je sin Ahmad Šaha Timur Šah Durrani po podedovanju oblasti leta 1776 prenesel prestolnico imperija Durrani iz Kandaharja v Kabul. Kabul je med vladavino Timur Šaha in njegovega naslednika Zaman Šaha doživel precejšen urbani razvoj; zgrajenih je bilo več verskih in javnih stavb, različne skupine sufijev, pravnikov in literarnih družin pa so bile spodbujene, da so se naselile v mestu z dodelitvijo zemlje in dohodkov. Prvi obiskovalec Kabula iz Evrope je bil Anglež George Forster, ki je Kabul iz 18. stoletja opisal kot »najboljše in najčistejše mesto v Aziji«.
Leta 1826 je kraljestvo zahteval Dost Mohamed Kan, toda leta 1839 je bil Šudžah Šah Durrani ponovno postavljen s pomočjo Britanskega imperija med prvo anglo-afganistansko vojno. Leta 1841 je lokalni upor povzročil umor britanskega prebivalca in izgubo misije v Kabulu ter leta 1842 umik iz Kabula v Džalalabad, v katerem so pripadniki afganistanskih plemen ubili 4500 rednih britanskih vojakov in 14.000 civilistov. Leta 1842 so se Britanci vrnili v Kabul in porušili glavni mestni bazar kot maščevanje med kabulsko ekspedicijo (1842), preden so se vrnili v Britansko Indijo (danes Pakistan). Akbar Kan je prevzel prestol od 1842 do 1845, sledil pa mu je Dost Mohamed Kan.
Druga anglo-afganistanska vojna je izbruhnila leta 1879, ko je bil Kabul pod vladavino Šer Ali Kana, saj je afganistanski kralj sprva zavračal sprejetje britanskih diplomatskih misij, kasneje pa so bili britanski prebivalci ponovno pobiti. Med vojno je bil Bala Hissar delno uničen zaradi požara in eksplozije.

### 20. stoletje
V Kabulu, uveljavljenem bazarnem mestu, sta se do leta 1916 razvili usnjarska in tekstilna industrija. Večina prebivalstva je bila skoncentrirana na južni strani reke.
Mesto se je posodabljalo med režimom kralja Habibullaha Kana z uvedbo elektrike, telefona in poštnih storitev. Prva moderna srednja šola, Habibia, je bila ustanovljena leta 1903. Leta 1919, po tretji anglo-afganistanski vojni, je kralj Amanullah Kan v mošeji Eidgah v Kabulu razglasil neodvisnost Afganistana v zunanjih zadevah. Amanulah je bil reformatorsko naravnan in imel je načrt zgraditi novo glavno mesto na kopnem 6 km od Kabula. To območje, imenovano Darulaman, je sestavljalo znamenito palačo Darul Aman, kjer je pozneje prebival. V 1920-ih so v Kabulu ustanovili številne izobraževalne ustanove. Leta 1929 je kralj Amanulah zapustil Kabul po lokalnem uporu, ki ga je orkestriral Habibullah Kalakani, vendar ga je po devetih mesecih vladanja kralj Nader Kan zaprl in usmrtil. Tri leta kasneje, leta 1933, je bil novi kralj umorjen med podelitvijo nagrad v šoli v Kabulu. Prestol je prepustil svojemu 19-letnemu sinu Zahir Šahu, ki je postal zadnji kralj Afganistana. Za razliko od Amanulaha Kana, Nader Kan in Zahir Šah nista načrtovala ustanovitve novega glavnega mesta, zato je Kabul ostal sedež vlade države.
V obdobju med vojnama sta Francija in Nemčija pomagali pri razvoju države in vzdrževali srednje šole in liceje v prestolnici, ki so omogočali izobraževanje otrokom elitnih mestnih družin. Univerza v Kabulu je bila odprta leta 1932 in do leta 1960 je bila večina učiteljev Afganistancev, izobraženih na Zahodu, večina inštruktorjev na univerzi pa je imela diplome z zahodnih univerz.
Edina železniška storitev v Kabulu, tramvaj Kabul–Darulaman, je delovala šest let od 1923 do 1929. Ko je Zahir Šah leta 1933 prevzel oblast, je imel Kabul le 10 kilometrov železnice in država je imela le malo notranjih telegrafov, telefonskih linij ali cest. Zahir se je obrnil na Japonce, Nemce in Italijane za pomoč pri razvoju sodobnega prometnega in komunikacijskega omrežja. Radijski stolp, ki so ga v Kabulu zgradili Nemci leta 1937, je zagotavljal komunikacijo z obrobnimi vasmi. Nacionalna banka in državni karteli so bili organizirani, da bi omogočili gospodarsko modernizacijo. V Kabulu so bile zgrajene tekstilne tovarne, elektrarne, tovarne preprog in pohištva, ki so zagotovile prepotrebno proizvodnjo in infrastrukturo.
V 1940-ih in 1950-ih se je urbanizacija pospešila in pozidano območje se je do leta 1962 povečalo na 68 km², kar je skoraj štirinajstkratno povečanje od leta 1925. Hotel Serena je bil odprt leta 1945 kot prvi luksuzni hotel v zahodnem slogu. V 1950-ih so se pod vodstvom Mohameda Daouda Kana povečale tuje naložbe in razvoj. Leta 1955 je Sovjetska zveza Afganistanu namenila 100 milijonov dolarjev kredita, ki je financiral javni prevoz, letališča, tovarno cementa, mehanizirano pekarno, petpasovno avtocesto od Kabula do sovjetske meje in jezove, vključno s prelazom Salang severno od Kabula. V 1960-ih so bila zgrajena mikrorajonska stanovanjska naselja v sovjetskem slogu, ki so vsebovala šestdeset blokov. Vlada je zgradila tudi številne ministrske stavbe v slogu brutalistične arhitekture. V 1960-ih je bila v mestu zgrajena prva trgovina Marks & Spencer v Srednji Aziji. Živalski vrt v Kabulu je bil slovesno odprt leta 1967, vzdrževan pa je bil s pomočjo gostujočih nemških zoologov. V tem času je Kabul eksperimentiral z liberalizacijo, predvsem z rahljanjem omejitev govora in zbiranja, kar je vodilo do študentske politike v prestolnici in demonstracij socialističnih, maoističnih, liberalnih ali islamističnih frakcij.
Ko se je državna turistična industrija razširila so se tujci zgrnili v Kabul. Da bi spremljali novo odkriti turizem v mestu, so odprli nastanitve v zahodnem slogu, zlasti hotel Spinzar. Zahodni, ameriški in japonski turisti so obiskali mestne znamenitosti vključno s Chicken Street in Narodni muzej, ki je vseboval nekaj najboljših azijskih kulturnih artefaktov. Pakistanci so hodili gledat indijske filme, ki so bili v njihovi državi prepovedani. Kabul je dobil vzdevek Pariz Srednje Azije. Po mnenju J. Brucea Amstutza, ameriškega diplomata v Kabulu:
[Pred marksističnim državnim udarom leta 1978] je bil Kabul prijetno mesto [..] Čeprav je bilo gospodarsko revno, so mu bila prihranjeno barakarska naselja, tako vidna v drugih azijskih mestih. Afganistanci sami so bili mogočno ljudstvo, moški visoki in samozavestni, ženske pa privlačne.
Do poznih 1970-ih je bil Kabul postaja na hipijevski poti od Bamijana proti zahodu proti Pešavarju. Mesto je bilo znano po ulični prodaji hašiša in je postalo glavna atrakcija zahodnih hipijev.

### 21. stoletje
Novembra 2001 je Severno zavezništvo zavzelo Kabul, potem ko so talibani po ameriški invaziji mesto zapustili. Mesec dni pozneje se je začela sestavljati nova vlada pod predsednikom Hamidom Karzajem. Mednarodne varnostne sile (ISAF) pod vodstvom Nata so bile napotene v Afganistan in številni izseljeni Afganistanci so se vrnili v državo. Prebivalstvo Kabula je leta 2001 naraslo s približno 500.000 na več kot 3 milijone. Ponovno so bila odprta tuja veleposlaništva. Leta 2008 se je odgovornost za varnost začela prenašati z Nata na afganistanske sile. Leta 2001 se je začela obnova in številne poškodovane znamenitosti mesta so bile obnovljene, vključno z Baburjevi vrtovi leta 2005, Paghmanov slavolok, stolp z uro na mostu Mahmuda Kana leta 2013 in Tadž Begova palača leta 2021. Prizadevanja lokalne skupnosti so popravila domove in stanovanja.
Z naraščajočim prebivalstvom se je mesto hitro urbaniziralo in zgradili so številna neformalna naselja. Številni sodobni stanovanjski kompleksi so bili zgrajeni po poznij 2000-ih, mnogi med njimi zaprti in zavarovani, da bi služili rastočemu afganistanskemu srednjemu razredu. Med njimi sta bila Aria City (v okrožju 10) in Golden City (okrožje 8). Kompleksi so bili zgrajeni izven mesta, kot so okrožje Omid-e-Sabz (okrožje 13), okrožje Qasaba/Khwaja Rawash (okrožje 15) in okrožje Sayed Jamaludin (okrožje 12).
V središču mesta je bila oblikovana "zelena cona" visoke varnosti. Leta 2010 je začela delovati vrsta varovanih kontrolnih točk, imenovanih Jekleni obroč. V letu 2000 so se po Kabulu pojavili betonski razstrelitveni zidovi.
Mesto se je še naprej razvijalo kljub pogostim terorističnim napadom, predvsem s strani talibanskih upornikov, in Kabul je bil leta 2012 peto najhitreje rastoče mesto na svetu. Do avgusta 2021 so za varnost v mestu in okolici skrbele afganistanske nacionalne varnostne sile (ANSF). Kabul je bil občasno prizorišče smrtonosnih bombnih napadov, ki so jih večinoma izvajali talibani in njihovo krilo mreža Hakani. Državni uslužbenci, vojaki in navadni civilisti so bili tarče napadov.[ Afganistanska vlada je dejanja teroristov označila za vojne zločine. Najsmrtonosnejši napad je bil tovornjak bomba maja 2017. Bombardiranje šole v Kabulu leta 2021 je bilo usmerjeno v dekliško šolo v Dašte Barči.
Mesto je bilo zavzeto med talibansko ofenzivo leta 2021 15. avgusta 2021. Pod talibansko vladavino je bilo mesto in država relativno mirno, čeprav je regionalna veja ISIL še naprej izvajala teroristične napade.

## Geografija
Kabul leži v vzhodnem delu države, 1791 metrov nad morsko gladino v ozki dolini, stisnjeni med gorovje Hindukuš ob reki Kabul. Takoj južno od starega mesta so starodavno mestno obzidje in gora Šer Darvaza s pokopališčem Šuhadaji Salihin za njim. Malo bolj vzhodno je starodavna trdnjava Bala Hissar z jezerom Kol-e Hasmat Kan za njo.
Njegovo lokacijo so opisali kot »skledo, obdano z gorami«. Nekatere gore (ki se imenujejo koh) so: Khair Khana-e Šamali, Khvadža Ravaš, Šakhi Baran Tej, Čihil Sutun, Kurugh, Khvadža Razak in Šer Darvaza. Med urbanimi območji na zahodu sta tudi dve gori: Koh-e Asamai (lokalno znana kot Televizijski hrib) in Ali Abad. Hribi v mestu (ki se imenujejo tapa) so Bibi Mahro in Marandžan.
Reka Logar teče v Kabul z juga in se nedaleč od središča mesta združi z reko Kabul.
Mesto pokriva površino 1023 kvadratnih kilometrov, zaradi česar je daleč največje v državi. Najbližje tuje prestolnice v zračni črti so Islamabad, Dušanbe, Taškent, New Delhi in Biškek. Kabul je približno enako oddaljen od Carigrada (zahodna Azija) in Hanoja (vzhodna Azija).

### Podnebje
Kabul ima celinsko, hladno polsušno podnebje (BSk), s koncentriranimi padavinami v zimskih (skoraj izključno v obliki snega) in spomladanskih mesecih. Poleti ima zelo nizko vlažnost, kar zagotavlja nekaj olajšanja pred vročino. Jeseni so topli popoldnevi in močno hladnejši večeri. Zime so po južnoazijskih standardih zelo mrzle, s povprečno januarsko dnevno temperaturo pod ničlo –2,3 °C, predvsem zaradi visoke nadmorske višine mesta. Pomlad je najbolj moker letni čas. Sončne razmere prevladujejo vse leto, letna povprečna temperatura pa je le 12,1 °C, kar je precej nižje kot v drugih velikih mestih v Afganistanu.

## Okolje
Reka Kabul teče skozi središče mesta in deli osrednje bazarje. Obstaja več mostov (pul), ki prečkajo reko, glavni med njimi so Pul-e Šah-Do Šamšira, Pul-e Bagh-e Omomi, Pul-e Khišti in Pul-e Mahmud. Zaradi podnebnih sprememb je reka od 21. stoletja večino leta suha, napolni se le v bolj vlažni zimski in spomladanski sezoni.
Veliko jezero in mokrišče je bilo le jugovzhodno od starega mesta, imenovanega Kol-e Hašmat Kan. Močvirje je ključno počivališče za tisoče ptic, ki letijo med Indijsko podcelino in Sibirijo. Leta 2017 je vlada jezero razglasila za zaščiteno območje. Na jezeru so opazili nekatere redke vrste ptic, kot sta kraljevi orel in kodrasti pelikan (Pelecanus crispus). Drugo veliko jezero (rezervoar) Kabula je Kargha, ki je približno 9 km severozahodno od središča. Je velika atrakcija za domačine in tujce.
Onesnaženost zraka je velik problem v mestu pozimi, ko številni prebivalci kurijo nizkokakovostna goriva.

## Okrožja
Mesto Kabul je v okrožju Kabul, enem od 15 okrožij province Kabul. Kot glavno mesto province tvori občino (šārvāli), ki je nadalje razdeljena na 22 upravnih okrožij, imenovanih občinska okrožja ali mestna okrožja (nāhia), ki sovpadajo z uradnimi policijskimi okrožji (PD). Število mestnih okrožij se je leta 2005 povečalo z 11 na 18, nato pa na 22 do leta 2010 po vključitvi okrožij 14 in 19–22, ki ju je občina Kabul priključila iz okoliških podeželskih okrožij. Meje mesta so se tako močno povečale. Zaradi razmejitvenih sporov z deželno upravo so nekateri od teh novih okrajev bolj pod upravo deželnih okrajev kot občine.
Okrožje 1 obsega večino starega mesta. Središče Kabula večinoma sestavljajo okrožja 2, 4 in 10. Poleg tega so v okrožjih 3 in 6 številne komercialne in vladne zanimivosti. Sever in zahod mesta sta najbolj urbanizirana v nasprotju z jugom in vzhodom.

## Demografija
Prebivalstvo Kabula je bilo leta 2023 ocenjeno na približno 4,95 milijona. Dolgo je nihalo zaradi vojn. Pomanjkanje posodobljenega popisa pomeni, da obstajajo različne ocene prebivalstva.
Prebivalstvo Kabula je bilo ocenjeno na približno 10.000 leta 1700, 65.000 do leta 1878 in 120.000 do leta 1940. Leta 1979 je bilo število prebivalcev približno 500.000, medtem ko drug vir trdi, da jih je bilo leta 1976 337.715. Ta številka je do leta 1988 narasla na približno 1,5 milijona, nato pa se je v 1990-ih močno zmanjšala. Kabul je postal eno najhitreje rastočih mest na svetu, saj se je njegovo prebivalstvo od leta 2001 do leta 2014 štirikrat povečalo. To je bilo deloma posledica vračanja beguncev po padcu talibanskega režima, deloma pa Afganistancev, ki so se v glavnem selili iz drugih provinc zaradi vojne med talibanskimi uporniki in afganistanskimi vladnimi silami na njihovih domačih območjih ter zaradi iskanja delovne sile. Posledica hitre urbanizacije je, da mnogi prebivalci danes živijo v neformalnih naseljih. Zgradili so barakarske domove iz blatne opeke na pobočjih gora in strmih gričih, ki so običajno prizadeti z revščino in niso priključeni na vodovodno in električno omrežje. Čeprav so naselja nezakonita, so jih oblasti tolerirale. Leta 2017 je mestna občina Kabul začela projekt barvanja domov v teh naseljih v svetle barve, da bi "razvedrila" prebivalce.
Kabul je in je bil v zgodovini najbolj etnično raznoliko mesto v državi, s prebivalstvom, vključno z Afganistanci iz vse države. Približno 45 % prebivalstva Kabula je Tadžikov, 25 % Hazarov, nadaljnjih 25 % je Paštunov, manjšinske etnične skupine pa so Qizilbaši (šteto med Tadžike), 1 % Baloči, 2 % Uzbeki, 1 % Turkmenci in 1 % Afganistanski Hindu. Skoraj tri četrtine prebivalcev Kabula sledi sunitskemu islamu, okoli 25 odstotkov prebivalcev pa je šiitov. Druge religije v mestu vključujejo sikhizem in hinduizem.

## Gospodarstvo
Glavni izdelki Kabula so vključevali sveže in suho sadje, orehe, pijače, afganistanske preproge, izdelke iz usnja in ovčje kože, pohištvo, starinske replike in domača oblačila. Svetovna banka je odobrila 25 milijonov ameriških dolarjev za projekt obnove mesta Kabul, ki se je zaključil leta 2011. V zadnjem desetletju so ZDA v mestno infrastrukturo v Afganistanu vložile približno 9,1 milijarde dolarjev. Vojne od leta 1978 so omejile gospodarsko produktivnost mesta, toda po vzpostavitvi Karzajeve administracije od konca leta 2001 je lokalni gospodarski razvoj vključeval številna nakupovalna središča v zaprtih prostorih. Prvi med njimi je bil Kabul City Center, odprt leta 2005. V zadnjih letih so odprli tudi druge, vključno s Gulbahar Center, City Walk Mall in Majid Mall.
Mandavi Road na južni strani reke med soseskama Murad Kani in Šur Bazaar, je eden glavnih bazarjev v Kabulu. Ta veleprodajna tržnica je zelo priljubljena med domačini. V bližini je menjalnica denarja Sarai Šahzada. Chicken Street je morda najbolj znana tujcem.
Največje industrijsko središče Kabula je bilo v okrožju 9, na severnih bregovih reke Kabul in blizu letališča. Približno 6 km od središča Kabula, v Bagramiju, je bil dokončan 9 ha industrijski kompleks s sodobnimi objekti, ki je podjetjem omogočil, da tam poslujejo. Park je imel strokovno vodstvo za dnevno vzdrževanje javnih cest, internih ulic, skupnih prostorov, parkirišč, 24-urno varovanje perimetra, kontrolo dostopa vozil in oseb. Tam so delovale številne tovarne, vključno s 25 milijonov dolarjev vredno polnilnico Coca-Cole in tovarno sokov Omaid Bahar.
Po podatkih Transparency International je bila afganistanska vlada od leta 2010 tretja najbolj skorumpirana na svetu.ref name="TI">»Corruption Perceptions Index 2010 Results«. Transparency International. 2010. Arhivirano iz spletišča dne 26. decembra 2018. Pridobljeno 27. februarja 2011.</ref> Poznavalci menijo, da so k nemirom v regiji prispevale slabe odločitve afganistanskih politikov. To je preprečilo tudi tuje naložbe v Afganistan, zlasti zahodnih držav. Leta 2012 naj bi bilo javnim uslužbencem izplačanih 3,9 milijarde dolarjev podkupnin, kar je prispevalo k tem težavam.

## Kultura in znamenitosti
Stari del Kabula je bil poln bazarjev, ki so bili vzdolž njegovih ozkih, krivih ulic, na primer Mandavi in ptičja tržnica (Ka Foroši). Kulturna mesta so: Narodni muzej Afganistana, ki prikazuje impresiven kip Surje, izkopan v Khair Kana, porušena palača Darul Aman, grobnica mogulskega cesarja Baburja v Bagh-e Baburju in park Čihil Sutun, Minar-i-Istiklal (Steber neodvisnosti), zgrajen leta 1919 po tretji afganistanski vojni, grobnica Timur Šaha Durranija, palača Bagh-e Bala in mogočna mošeja Eidgah (ustanovljena 1893). Bala Hissar je bila utrdba, ki je bila delno uničena med drugo anglo-afganistansko vojno in nato obnovljena kot vojaška šola. Tam sta bili tudi utrdba Kolola Pušta, v kateri je bivala afganistanska vojska in bližnja utrdba Šahrara Tower iz 19. stoletja, ki je bila uničena leta 1928. Na gori Koh-e Asamai je bil tempelj, ki je veljal za pomembnega za hinduizem.
Druge zanimivosti so Kabul City Center, ki je bil prvi nakupovalni center v Kabulu, trgovine okoli Flower Street in Chicken Street, okrožje Vazir Akbar Kan, Kabul Golf Club, Kabul Zoo, mošeja Abdul Rahman, mošeja Šah-Do Šamšira in druge znane mošeje, Narodna galerija Afganistana, Nacionalni arhiv Afganistana, Mavzolej afganistanske kraljeve družine, rudnik OMAR Muzej, hrib Bibi Mahro, pokopališče v Kabulu in vrtovi Paghman, znani po znamenitem oboku Taq-e Zafar. Razvojna mreža Aga Khan (AKDN) je bila prav tako vključena v obnovo Bagh-e Babur (Baburjevi vrtovi).
Hrib Maranjan (Tappe-i-Maranjan) je bil bližnji hrib, kjer so bili najdeni budistični kipi in grško-baktrijski kovanci iz 2. stoletja pr. n. št. Zunaj ožjega mesta sta bili budistična stupa Guldara in še ena stupa v Ševakiju. Paghman in Džalalabad sta bili zanimivi dolini zahodno in vzhodno od mesta. Na slednji cesti, približno 26 milj vzhodno od mesta, je bila soteska Tang-e Gharu.
Kabul je imel včasih kar 23 kinematografov, trenutno pa le štiri, vključno s kinom Ariana v državni lasti. Upad afganistanske kinematografije od 1990-ih, tako zaradi vojne kot zatiralskih režimov, je pomenil, da so se mnogi od teh zaprli. Nandari ali Kabulsko narodno gledališče je bilo eno največjih gledališč v Aziji, preden je bilo uničeno v državljanski vojni in ni bilo obnovljeno. Pomanjkanje naložb je pomenilo, da si sektor po letu 2001 ni opomogel, leta 2020 pa je bil leta 2020 kontroverzno porušen propadli kino Park.
- Mošeja iz 16. stoletja znotraj Baburjevih vrtov
- Taq-e Zafar v Paghmanu
- Minaret znanja in nevednosti, zgrajen v 1920-ih na hribu v Deh Mazangu, v spomin na zmago kralja Amanulaha nad Mullah-e Langom v uporu Khosta
- Mavzolej emirja Abdur Rahmana Kana, park Zarnegar
- Kraljevi mavzolej na hribu Maranjan
- Kanjon Tang-e Gharu vzhodno od Kabula